# Sali (Adrar)
Sali (în arabă سالى) este o comună din provincia Adrar, Algeria.
Populația comunei este de 13.138 de locuitori (2008).